# Емонн Баннон
Емонн Баннон (англ. Eamonn Bannon, нар. 18 квітня 1958, Единбург) — шотландський футболіст, що грав на позиції півзахисника.
Виступав, зокрема, за клуб «Данді Юнайтед», а також національну збірну Шотландії.

## Клубна кар'єра
У дорослому футболі дебютував 1976 року виступами за команду клубу «Хартс», в якій провів три сезони, взявши участь у 71 матчі чемпіонату. 
Протягом 1979 року захищав кольори команди клубу «Челсі».
Своєю грою за останню команду привернув увагу представників тренерського штабу клубу «Данді Юнайтед», до складу якого приєднався 1979 року. Відіграв за команду з Данді наступні дев'ять сезонів своєї ігрової кар'єри. Більшість часу, проведеного у складі «Данді Юнайтед», був основним гравцем команди.
Згодом з 1988 по 1994 рік грав у складі команд единбурзьких клубів «Хартс» та «Гіберніан».
Завершив професійну ігрову кар'єру у клубі «Стенгаузмюїр», за команду якого виступав протягом 1995—1996 років.

## Виступи за збірні
Протягом 1978–1980 років залучався до складу молодіжної збірної Шотландії. На молодіжному рівні зіграв у 7 офіційних матчах, забив 1 гол.
У 1979 році дебютував в офіційних матчах у складі національної збірної Шотландії. Протягом кар'єри у національній команді, яка тривала 8 років, провів у формі головної команди країни лише 11 матчів, забивши 1 гол.
У складі збірної був учасником чемпіонату світу 1986 року у Мексиці.